# Pseudognaphalium frigidum
Pseudognaphalium frigidum là một loài thực vật có hoa trong họ Cúc. Loài này được (Wedd.) Anderb. miêu tả khoa học đầu tiên năm 1991.